# ذيل الكلب (فلم)
ذيل الكلب (بالإنجليزية: Wag the Dog) فيلم أنتج عام 1997 وقام ببطولته روبرت دي نيرو وداستن هوفمان، وأخرجه باري ليفنسون. الفيلم مبني على رواية بطل أمريكي للكاتب لاري بينهارت. ويختلف الفيلم عن الكتاب في أن الكتاب يحدد الرئيس الأمريكي المقصود وهو جورج بوش الأب، كما يحدد الحرب المقصودة وهي عاصفة الصحراء.
يدور الفيلم حول محاولة منتج هوليوودي ومدير علاقات عامة في حملة الرئيس إنتاج حرب افتراضية في ألبانيا للتغطية على فضيحة أخلاقية للرئيس الأمريكي قبل أربعة عشر يوماً من يوم الانتخابات.

## وصلات خارجية
- مقالات تستعمل روابط فنية بلا صلة مع ويكي بيانات

1. ↑  "IsHyperlinkQuery":true,"FilmId":3551,"Sort":"2-Film%20Title-Alpha","Search":"Basic"} "معلومات عن ذيل الكلب (فيلم) على موقع awardsdatabase.oscars.org". awardsdatabase.oscars.org. مؤرشف من "IsHyperlinkQuery":true,"FilmId":3551,"Sort":"2-Film Title-Alpha","Search":"Basic"} الأصل في 2020-01-10. {{استشهاد ويب}}: تحقق من قيمة |مسار= (مساعدة)
2. ↑  ذيل الكلب (فلم) في قاعدة بيانات الأفلام العربية
3. ↑  "معلومات عن ذيل الكلب (فيلم) على موقع the-numbers.com". the-numbers.com. مؤرشف من الأصل في 2018-01-27.